# 5796 Klemm
5796 Klemm eller 1978 VK5 är en asteroid i huvudbältet som upptäcktes den 7 november 1978 av de båda amerikanska astronomerna Eleanor F. Helin och Schelte J. Bus vid Palomarobservatoriet. Den är uppkallad efter Per Klemm.
Asteroiden har en diameter på ungefär 5 kilometer.